# Shuichi Nakatsu
Shuichi Nakatsu (中津 秀一?, Nakatsu Shūichi) è un personaggio della serie manga Hana Kimi (abbreviazione di Hanazakari no Kimitachi e, 花ざかりの君たちへ) di Hisaya Nakajo. Egli è considerato il secondo protagonista maschile della serie.

## Personaggio
Shuichi è compagno di classe di Izumi Sano e Mizuki Ashiya, e il trio si riunisce di frequente per partecipare alle attività dell'istituto superiore Osaka. Ragazzo chiassoso ed esuberante, Shuichi offre il tipico contrasto alla personalità tranquilla di Izumi. Egli sviluppa presto dei sentimenti per Mizuki, che tuttavia è travestita da ragazzo per fare in modo di entrare in un collegio maschile, e ciò fa pensare a Shuichi di essere gay.
Come Izumi, Shuichi è un atleta, nonché membro della squadra di calcio della scuola. La sua carriera sportiva viene gravemente minacciata quando egli viene erroneamente accusato di aver copiato durante un esame. Fortunatamente, con l'aiuto dei capi dei tre dormitori del collegio, riesce a far valere le sue ragioni.
Nonostante questa unica occasione, solitamente non va molto d'accordo con Minami Nanba, studente a capo del dormitorio in cui vivono i tre protagonisti della serie, ossia il dormitorio 2. Minami lo riprende spesso durante le riunioni di dormitorio, inoltre a Shuichi vengono spesso dati dei calci in testa da Hokuto Umeda, dottore della scuola che, per coincidenza, è anche lo zio di Minami.
A causa del fatto che proviene da Osaka, Shuichi parla con uno spiccato accento del Kansai, il che aggrava la sua reputazione di giullare. In aggiunta, è spesso considerato l'ingordo del gruppo, sebbene qualche volta Mizuki si unisca a lui nell'ordinare enormi porzioni di cibo.

## Tratti caratteriali
- Segno zodiacale: Leone
- Cibi preferiti: Sukiyaki, riso fritto all'uovo, BBQ, curry
- Film preferiti: Speed, Die hard, My friend forever
- Animali da compagnia: cane
- Fiori rappresentativi: girasole

## Attori e doppiatori
| Media                             | Doppiatore/attore        |
| --------------------------------- | ------------------------ |
| CD del drama di Hana-Kimi         | Shōtarō Morikubo         |
| Adattamento televisivo taiwanese  | Jiro Wang dei Fahrenheit |
| Adattamento televisivo giapponese | Ikuta Toma               |